# 8413 Kawakami
8413 Kawakami este un asteroid din centura principală de asteroizi.

## Descriere
8413 Kawakami este un asteroid din centura principală de asteroizi. A fost descoperit pe 9 octombrie 1996 la Kushiro de Seiji Ueda și Hiroshi Kaneda. Asteroidul prezintă o orbită caracterizată de o semiaxă mare de 2,23 ua, o excentricitate de 0,12 și o înclinație de 5,9° în raport cu ecliptica.